# Skjold (Troms)
Skjold est une localité du comté de Troms, en Norvège.

## Géographie
Administrativement, Skjold fait partie de la kommune de Målselv.